# Lemainville
Lemainville (1801 auch mit der Schreibweise Lemanville) ist eine französische Gemeinde mit 414 Einwohnern (Stand: 1. Januar 2022) im Département Meurthe-et-Moselle in der Region Grand Est (bis 2015 Lothringen). Sie gehört zum Arrondissement Nancy und zum Gemeindeverband Pays du Saintois.

## Geografie
Die Gemeinde Lemainville liegt im Osten der Landschaft Saintois am Fluss Madon, etwa 20 Kilometer südlich von Nancy. Der Madon beschreibt hier eine scharfe Flussbiegung. Er kommt aus Richtung Westsüdwest und dreht auf Westnordwest. Umgeben wird Lemainville von den Nachbargemeinden Benney im Osten, Ormes-et-Ville im Süden, Gerbécourt-et-Haplemont im Südwesten sowie Ceintrey und Voinémont im Nordwesten.

## Geschichte
Im Ancien Régime unterstanden die Bewohner den Herzögen von Lothringen und dem Marquis in Haroué. Schließlich hatte auch die Abtei in Flavigny Grundbesitz in Lemainville.

### Bevölkerungsentwicklung
| Jahr      | 1962 | 1968 | 1975 | 1982 | 1990 | 1999 | 2006 | 2014 | 2021 |
| Einwohner | 236  | 226  | 244  | 252  | 274  | 318  | 317  | 371  | 406  |

Im Jahr 1836 wurde mit 415 Bewohnern die bisher höchste Einwohnerzahl ermittelt. Die Zahlen basieren auf den Daten von cassini.ehess und INSEE.

## Sehenswürdigkeiten
- Kirche Saint-Georges, 1840 erbaut
- Kapelle Notre-Dame des Anges aus dem Jahr 1767
- Lavoir

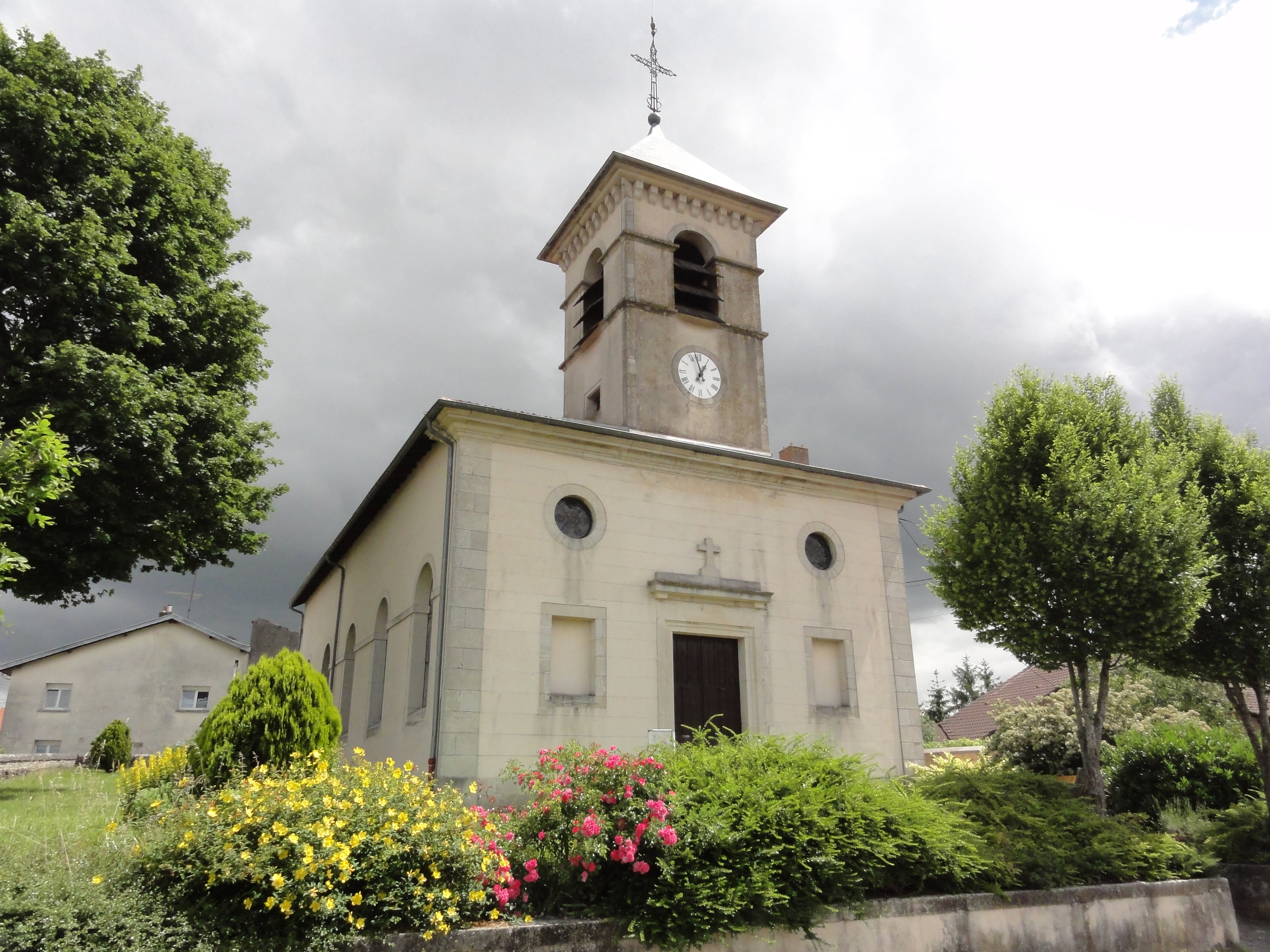
Kirche Saint-Georges
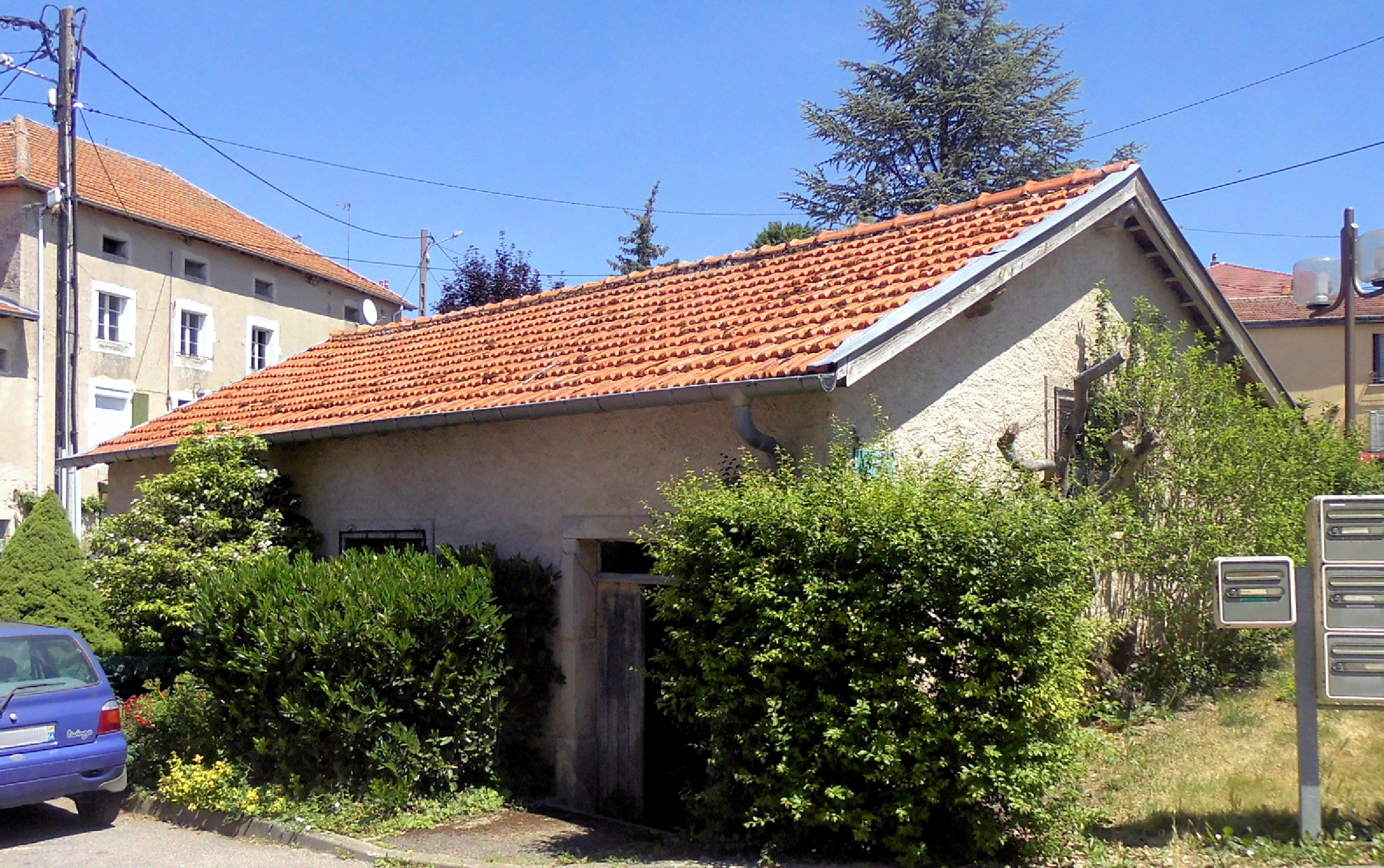
Lavoir
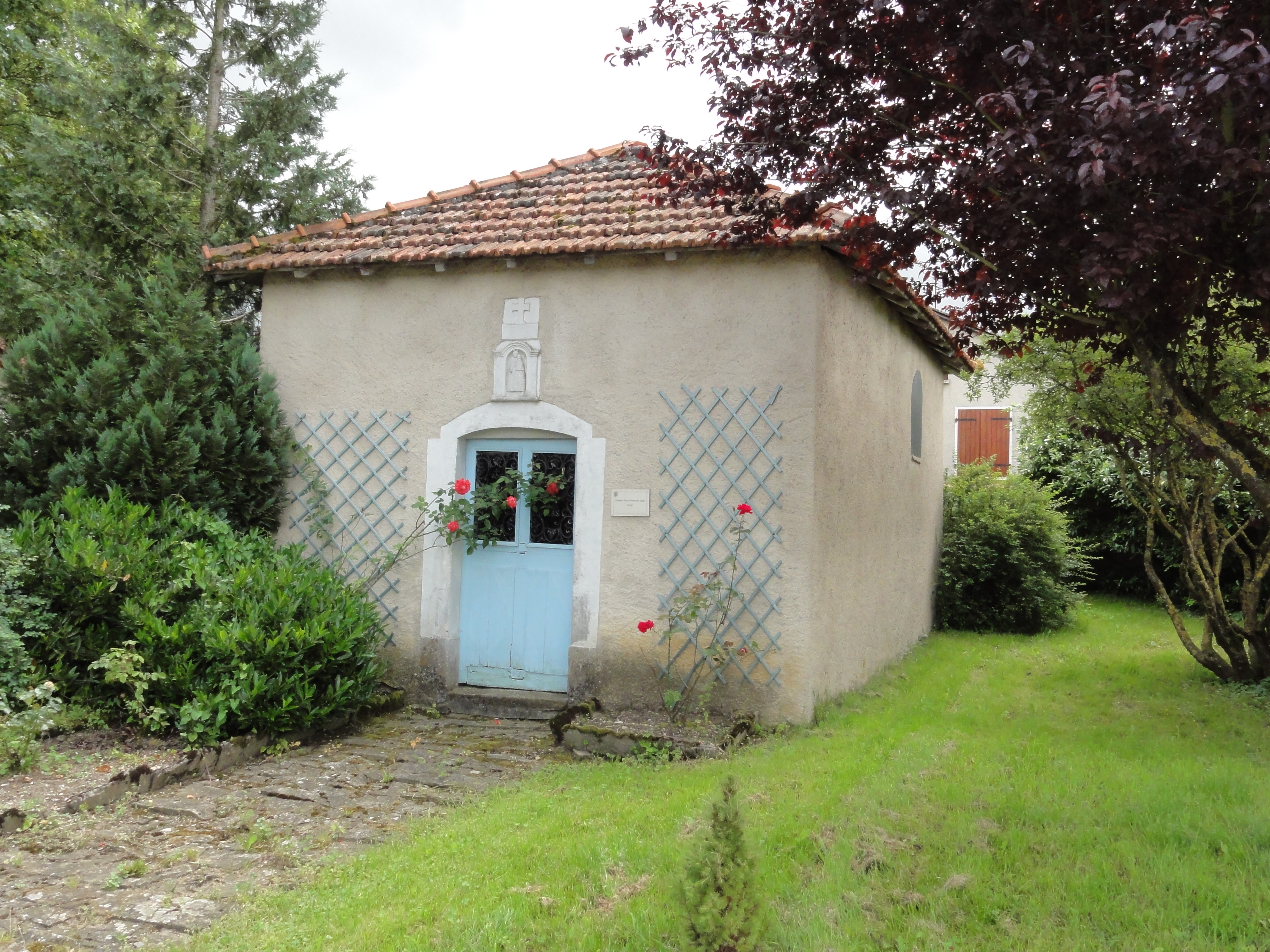
Kapelle Notre-Dame-des-Anges

## Wirtschaft und Infrastruktur
In Lemainville sind vier Landwirtschaftsbetriebe ansässig (Viehzucht, Anbau von Gewürz-, Aroma-, Heil- und Pharmapflanzen).
Sechs Kilometer nördlich und sechs Kilometer südöstlich von Lemainville bestehen Anschlüsse an die Route nationale 57 von Nancy nach Épinal.

## Belege
1. ↑  Ortsname auf cassini.ehess.fr
2. ↑  Wappen auf genealogie-lorraine.fr (französisch)
3. ↑  Lemainville auf cassini.ehess.fr
4. ↑  Lemainville auf insee.fr
5. ↑  Landwirtschaftsbetriebe auf annuaire-mairie.fr (französisch)